# Grangulina sumatrana
Grangulina sumatrana är en fjärilsart som beskrevs av Sergius G. Kiriakoff 1974. Grangulina sumatrana ingår i släktet Grangulina och familjen tandspinnare. Inga underarter finns listade i Catalogue of Life.